# Termez
Termez (en uzbek: Termiz, històricament Tirmidh) és una ciutat al sud de l'Uzbekistan, prop de la frontera amb l'Afganistan. És la capital de la regió de Surjandarin (Sourkhan Darya). La ciutat va rebre el nom dels grecs que arribaren amb l'Alexandre Magne. Termez significa en grec 'lloc calent'. La ciutat és el punt més càlid de tot l'Uzbekistan. La seua població el 2005 era de 140.404 habitants. El riu Amudarià serveix de frontera entre l'Afganistan i l'Uzbekistan, i l'única forma d'arribar a l'Afganistan des de la ciutat és pel pont de l'amistat Afganistan-Uzbekistan.

## Història
La història de Termez o històricament Tirmidh (localment pronunciat Tarmidh/Tarmiz o, a vegades, Termiz) és força antiga. La primera aparició del terme Termez fou en un manuscrit tibetà que cita la ciutat de "Tarmita o Termedh sobre el riu Vakhsh", i prop de Termez s'han descobert antics assentaments que indiquen que la ciutat estava ja poblada durant el Regne grec de Bactriana, com esmentaven dos dels més antics historiadors àrabs, Al-Tabari i Hafiz-i Abru. Fou el centre del budisme durant el període de l'Imperi kushan. Hi va passar el pelegrí Hiuen-Tsang, que diu que hi havia 12 convents i un miler de monjos. El govern estava sota un príncep local conegut com el Tirmidh-Shah i tenia una poderosa fortalesa prop del riu.
La va conquerir Musa ibn Abd Allah ibn Khazim el 689-690 i, com que no reconeixia l'autoritat califal, hi va dominar com a sobirà independent durant 15 anys. El 704, el governador del Khurasan al-Mufazzal ibn Yazid hi va enviar Uthman ibn Masud, que va ocupar la vila per al califat. L'illa veïna de Tirmidh va jugar des de llavors un paper destacat; el culte local a Dhu l-Kifl hi fou traslladat al segle x. En aquest temps, era una ciutat important i estratègica com a port sobre l'Amudarià. La fundació s'atribuïa pels àrabs a Alexandre el Gran, que sembla que no hi va ser mai, i un autor fins i tot atribueix a Alexandre la fundació de la veïna Burdaghuy, propera al riu.
Va seguir els destins del Khurasan i la Transoxiana. Sota els gaznèvides depenia de Balkh; després de la Batalla de l'estepa de Katwan (prop de Samarcanda) el 9 de setembre de 1141, la Transoxiana va passar als kara khitay, però Tirmidh va quedar en la part dels seljúcides. Quan el soldà Sanjar es va escapar dels seus segrestadors oghuz, va anar a Tirmidh (1156), que era seljúcida, però segurament després de la seva mort, el 1157, va passar als kara khitay. Aquests la van perdre el juny o juliol de 1205 davant d'Imad al-Din Umar, governador gúrida de Balkh i, poc després, fou nomenat governador Bahram Shah, el fill d'Imad al-Din, però el 1206 la va conquerir el xa de Coràsmia Ala al-Din Muhammad, aliat als kara khitay, i la va lliurar a aquests segons una versió, però d'altres diuen que fou lliurada pel seu governador, sota consell del kan kharakhànida de Samarcanda, Uthman Khan. A la caiguda de l'estat kara khitay, la ciutat va passar als xas de Coràsmia (1218). Sota Ala al-Din Muhammad i durant el seu enfrontament amb el califa abbàssida, es va proclamar a Tirmidh un anticalifa de nom Ala al-Mulk, un dels grans sayyids de la ciutat; el seu final no s'esmenta; una font li dona el nom d'Imad al-Din Tirmidhi; els descendents dels sayyids viuen encara a Salih Abad, prop de la ciutat. Al cap de poc (tardor del 1220), la van conquerir els mongols i la van arrasar.
Ibn Battuta l'esmenta al segle XIV; Balkh encara estava en ruïnes i Tirmidh ja s'havia recuperat i havia estat reconstruïda a uns 3 km del riu, en un lloc diferent de l'antiga ciutat. En aquest temps, el govern local, el tenien els Khudawand-zade (després contret a Khanzade), amb Ala al-Mulk, descendent d'Husayn ibn Ali i senyor de Tirmidh; va donar suport amb 4.000 soldats al kan txagataïda Khalil Allah, que el va nomenar el seu wazir. El 1371, Abu l-Maali Khanzade fou desterrat per participar en una conjura contra Tamerlà, però va tornar al cap de poc i va servir al conqueridor en l'expedició a Coràsmia; s'esmenta també el seu germà Ali Akbar i més tard Ala al-Mulk. Tamerlà es va allotjar amb els khanzades quan va tornar de l'Índia (1399) i després en tornar de la campanya anomenada del sets anys cap a Anatòlia i el Caucas (1404). El 1407, Khalil Sultan va fer restaurar la vella Tirmidh i uns anys després Xah-Rukh va fer arranjar les fortificacions de Balkh. El 1487, Sultan Ahmad Mirza es va casar amb una dona de la família Khanzade. Amb els uzbeks, al segle xvi, va pertànyer generalment a Balkh. El 1646-1647, quan uzbeks i mogols van disputar Balkh, Tirmidh fou ocupada per forces índies manades per Saadat Khan.
A l'inici del segle xviii estava en mans de Shir Ali dels kungrats, fundador de la ciutat de Shirabad, però en el curs dels conflictes que van seguir en anys posteriors, la ciutat, com d'altres de la zona, fou en bona part destruïda. El 1858, Muhammad Rahim Khan la va fer reconstruir, però més tard fou altre cop destruïda. Avançat el segle xix, a la vora de la vella Tirmidh no hi havia més que els pobles de Patta Hisar i Salih Abad. La primera va agafar certa importància perquè fou estació d'inici de la línia de vapors russa de l'Amudarià. L'any 1894, els russos van construir una fortalesa a uns 8 km de les ruïnes de la vella ciutat, amb el nom de Termez, que va anar prenent importància. El 1916, es va obrir la línia fèrria entre Bukharà i Termez, per Karshi, que va resultar danyada durant la revolució i la Guerra civil russa, però després reconstruïda.
Les restes de la vella Termez, una de les capitals de l'antiga Bactriana o Tocarestan, es trobaran a uns vuit quilòmetres al nord-oest de la moderna ciutat de Termez. Les seues ruïnes s'estenien sobre un meandre de l'Amudarià, sobre una superfície aproximada de 500 ha, la qual cosa la converteix en el jaciment arqueològic més gran de la regió. Estan situades enfront de l'illa d'Aral Pay Gambar, que facilitava la possibilitat de travessar el riu per aquest punt. A la vila moderna, es va establir alguna indústria i el 1970 tenia 35.000 habitants. Termez fou un dels punts de trànsit més destacats durant l'ocupació soviètica de l'Afganistan (1979-1989). S'hi han fet i s'hi fan excavacions arqueològiques, que han posat a la llum diversos vestigis.